# Mister Model International
Mister Model International é um concurso de beleza masculino realizado anualmente, com sua sede localizada na cidade paradisíaca de Punta Cana, na República Dominicana. O certame é coordenado pelo empresário dominicano Luis Trujillo. Além de realçar a beleza masculina, o evento visa eleger aquele capaz de levar a faixa de mais belo modelo internacional do ano e disseminar ações filantrópicas nos países em que propagará a imagem do evento. O Brasil já conseguiu duas coroas no certame, com o gaúcho William Rëch  e com o mato-grossense Victor Zanatta, o primeiro representando seu País e o segundo o arquipélago de Fernando de Noronha. O atual detentor do título é o modelo chileno Jose-Manuel Alcalde.

## Vencedores
| Ano  | País                | Vencedor            | Nasceu em     | Local         | Nº | R     |
| 2013 | Brasil              | Willian Rëch        | Novo Hamburgo | Santo Domingo | 10 | [ 2 ] |
| 2014 | Fernando de Noronha | Victor Zanatta      | Sinop         | Santo Domingo | 16 | [ 3 ] |
| 2015 | Porto Rico          | Melvin Román        | Adjuntas      | Miami         | 21 | [ 4 ] |
| 2016 | Tailândia           | Narapat Sakulsong   | Bancoque      | Nova Déli     | 27 | [ 5 ] |
| 2017 | Chile               | Jose-Manuel Alcalde | Santiago      | Miami         | 26 | [ 6 ] |

## Estatísticas

### Títulos por País
| Título | País       | Vitória    |
| 2      | Brasil     | 2013, 2014 |
| 1      | Chile      | 2017       |
| 1      | Tailândia  | 2016       |
| 1      | Porto Rico | 2015       |

### Títulos por Continente
| Continente | Títulos | Última Vitória    |
| Américas   | 4       | Chile (2017).     |
| Ásia       | 1       | Tailândia (2016). |

## Desempenho Brasileiro
A indicação é realizada por Willian Freitas, colaborador do Mister Brasil.

### Mister Model Brasil
| Ano  | Representante   | Estado            | Nasceu em     | Colocação              | R      |
| 2013 | Willian Rëch    | Rio Grande do Sul | Novo Hamburgo | MR. MODEL 2013         | [ 2 ]  |
| 2014 | Victor Santos   | Paraná            | Londrina      | Semifinalista (Top 10) | [ 7 ]  |
| 2015 | Eduardo Mocelim | Santa Catarina    | Itajaí        | 3º. Lugar              | [ 8 ]  |
| 2016 | 1               | 1                 | 1             | 1                      | [ 9 ]  |
| 2017 | Paulo Roberto   | Maranhão          | Santa Helena  | Semifinalista (Top 10) | [ 10 ] |

1. Não houve representante brasileiro na edição internacional de 2016.

#### Prêmios Especiais
- Mister Talento: Willian Rëch (2013)
- Mister Simpatia: Willian Rëch (2013)
- Melhor Passarela: Paulo Roberto (2017)

### Mister Model Fernando de Noronha
| Ano  | Representante  | Estado           | Nasceu em | Colocação              | R      |
| 2013 | Hugo Sanges    | São Paulo        | São Paulo | 2º. Lugar              | —      |
| 2014 | Victor Zanatta | Mato Grosso      | Sinop     | MR. MODEL 2014         | [ 3 ]  |
| 2015 | Gledson Ricca  | Pernambuco       | Olinda    |                        | [ 11 ] |
| 2016 | 1              | 1                | 1         | 1                      | 1      |
| 2017 | Gabriel Corrêa | Distrito Federal | Brasília  | Semifinalista (Top 10) | —      |

1. Não houve representante brasileiro na edição internacional de 2016.

#### Prêmios Especiais
- Mister Simpatia: Victor Zanatta (2014)
- Mister Fotogenia: Hugo Sanges (2013)
- Mister Chico Opal: Victor Zanatta (2014)
- Mister Fitness: Gabriel Corrêa (2017)

#### Etapas Classificatórias
- Melhor Corpo: Hugo Sanges (2013)
- Best Commercial Model: Gabriel Corrêa (2017)
- Mister Esportes: Victor Zanatta (2014)